# Guido Masetto
Guido Masetto (* 16. März 1914 in Zürich; † 18. September 2000 ebenda) war ein Schweizer Bergsteiger, Erstbegeher klassischer Routen in den Urner Alpen.

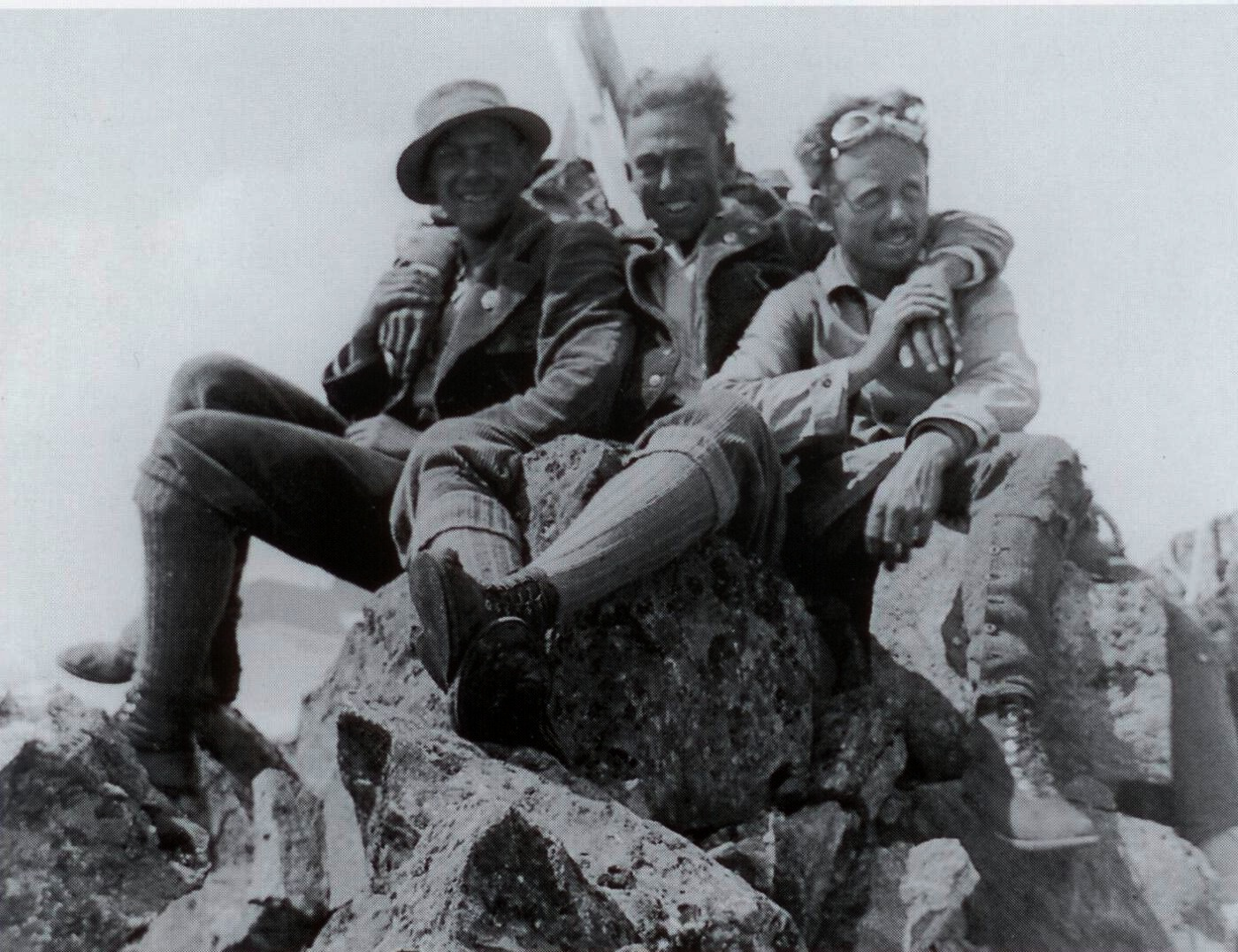
Guido Masetto (li.), Alfred u. Otto Amstad am 16. Aug. 1935 auf dem Gipfel des Salbitschijen nach der Erstbegehung des Südgrats

## Leben
Guido Masetto wuchs als Sohn italienischer Einwanderer in Zürich auf, besuchte eine Handelsschule und gründete eine Firma, die Kaffeefilter produzierte. Nach dem Zweiten Weltkrieg war er u. a. dank seinen Sprachkenntnissen erfolgreich als Unternehmer im Kaffeeimport, im Lebensmittel-Grosshandel, im Immobiliengeschäft und andern Branchen. 
Schon jung war er ein begeisterter Bergsteiger. Er bildete mit Alfred Amstad und seinem Bruder Otto Amstad in den Dreissigerjahren eine starke Seilschaft, der die Erstbegehung einiger noch heute klassischer Routen in den Urner Alpen gelang.
Sie waren frühe Anhänger des Freikletterns und verwendeten nur wenige Felshaken.
Ihre bekannteste Route ist der Südgrat des Salbitschijen, der als eine der schönsten Gratrouten der Alpen gilt. Die Schlüsselstelle im unteren fünften UIAA-Schwierigkeitsgrad meisterten sie mit nur zwei Haken.

## Wichtige Erstbegehungen (Auswahl)
- 1935, 7.8. Hoch Seewen Südgrat
- 1935, 11.8. Krönten Südturm
- 1935, 16.8. Salbitschijen Südgrat
- 1935, 20.8. Hinter Feldschijen Ostkante
- 1935, 21.8. Winterstock Westgipfel Südwand
- 1935, 23.8. Schneestock (Dammagruppe) Ostkante